# 龍脊
22°14′09″N 114°14′37″E / 22.2357°N 114.2437°E

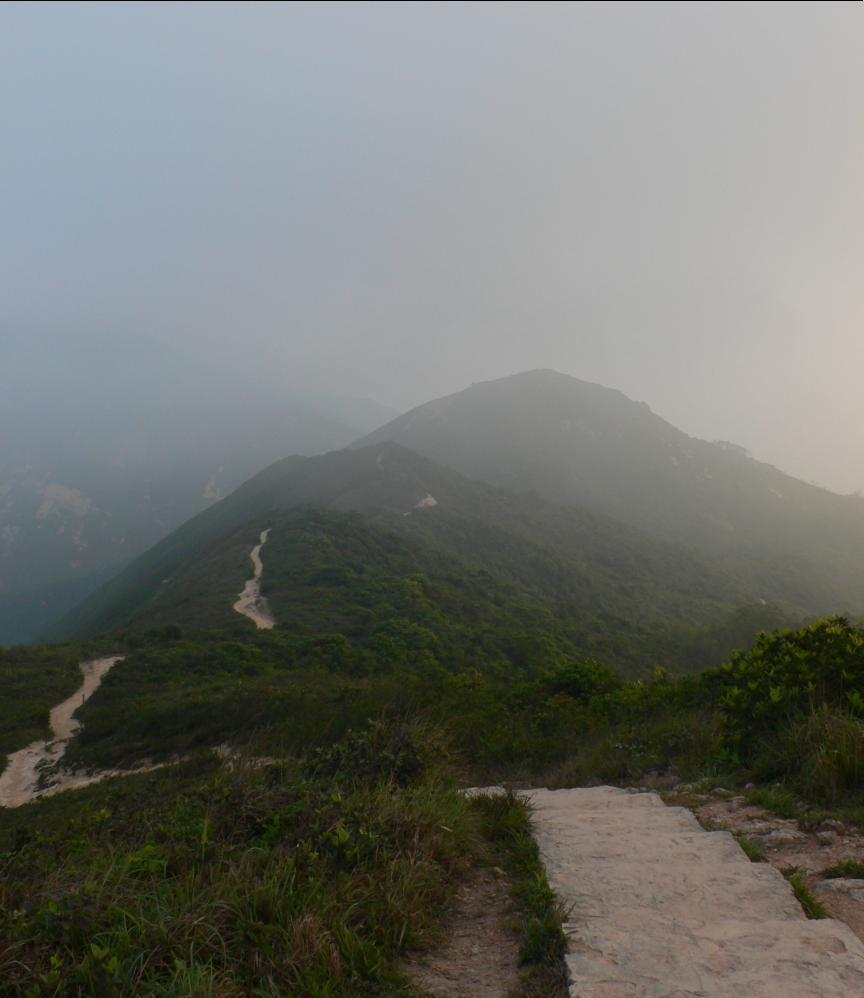
龍脊

龍脊是香港一條山脊，在香港島東南面石澳西邊，由打爛埕頂山前往雲枕山，橫跨鶴咀半島，乃港島徑第八段的一部份，長8.5公里。2004年《時代雜誌》亞洲版將此山徑選為「亞洲最佳市區遠足徑」。

## 交通
於筲箕灣巴士總站或阿公岩道轉乘城巴9號線，於土地灣，龍脊站落車。